# Nikola Janković (calciatore)
Nikola Janković (in serbo Никола Јанковић?; Lazarevac, 7 giugno 1993) è un calciatore serbo, difensore del Voždovac.

## Caratteristiche tecniche
È un terzino destro.

## Carriera

### Club
Ha esordito fra i professionisti il 14 agosto 2011 disputando con il Kolubara l'incontro di campionato vinto 1-0 contro il Mladenovac.